# Bundesverwaltungsgericht (Deutschland)

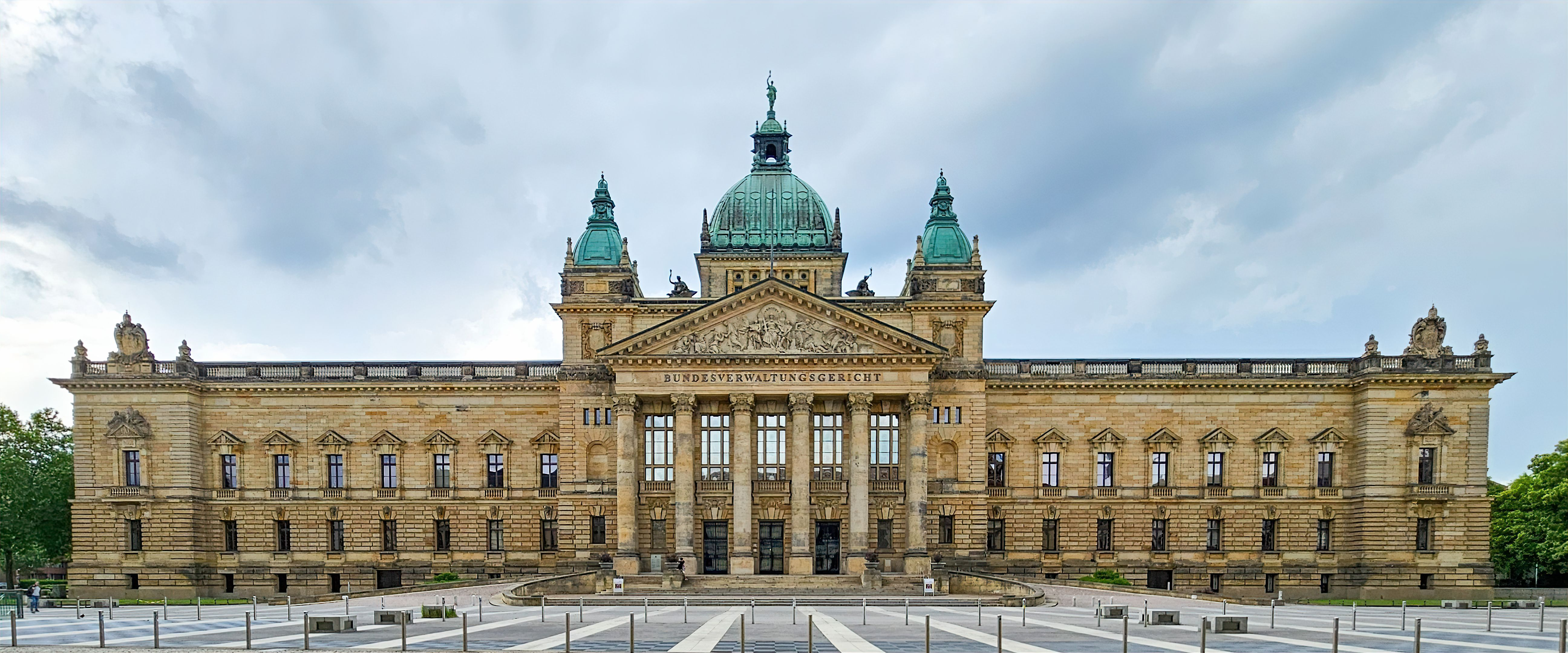
Reichsgerichtsgebäude (2024)

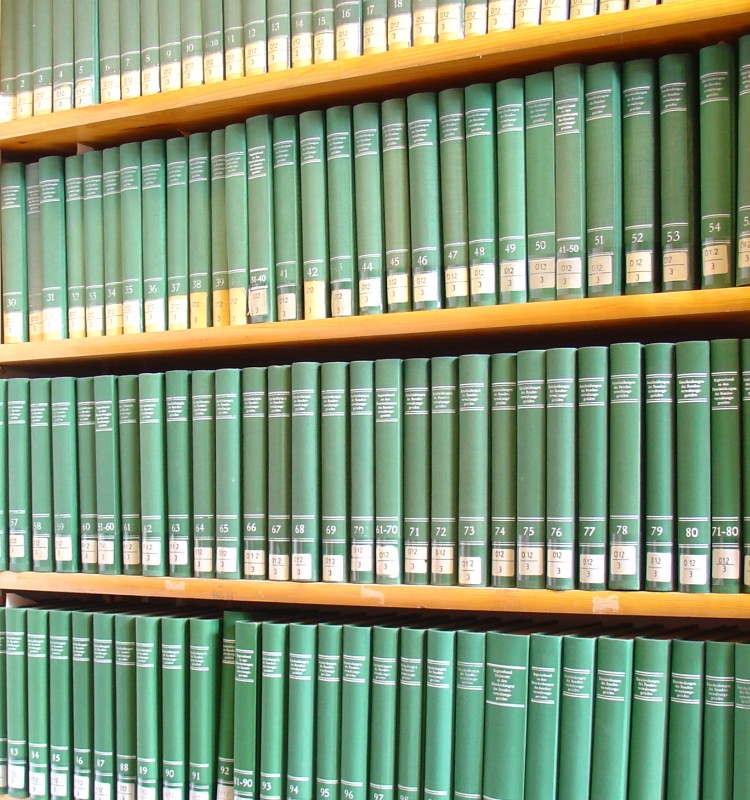
Sammlung der Entscheidungen des Bundesverwaltungsgerichts

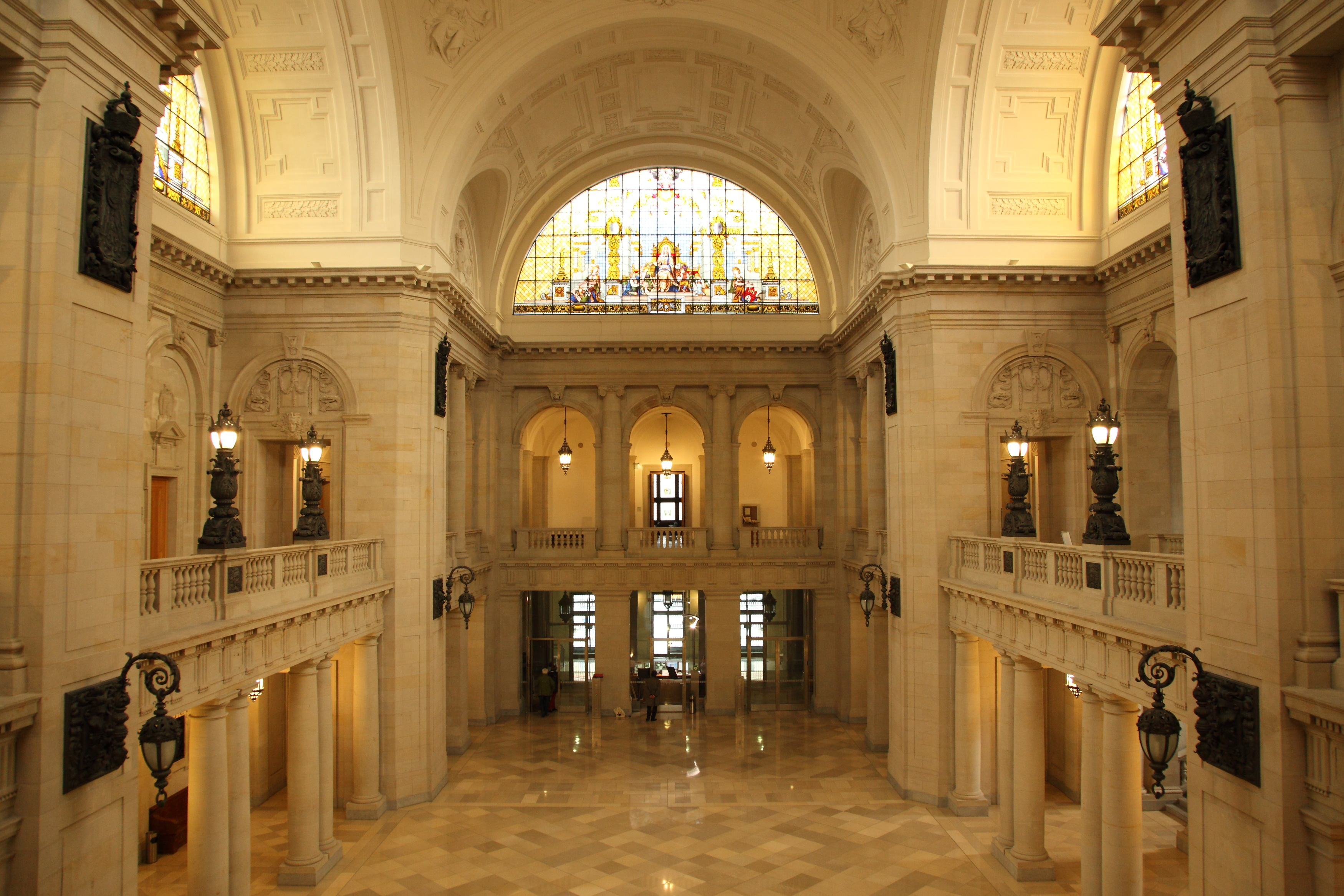
Wandelhalle im Bundesverwaltungsgericht Leipzig

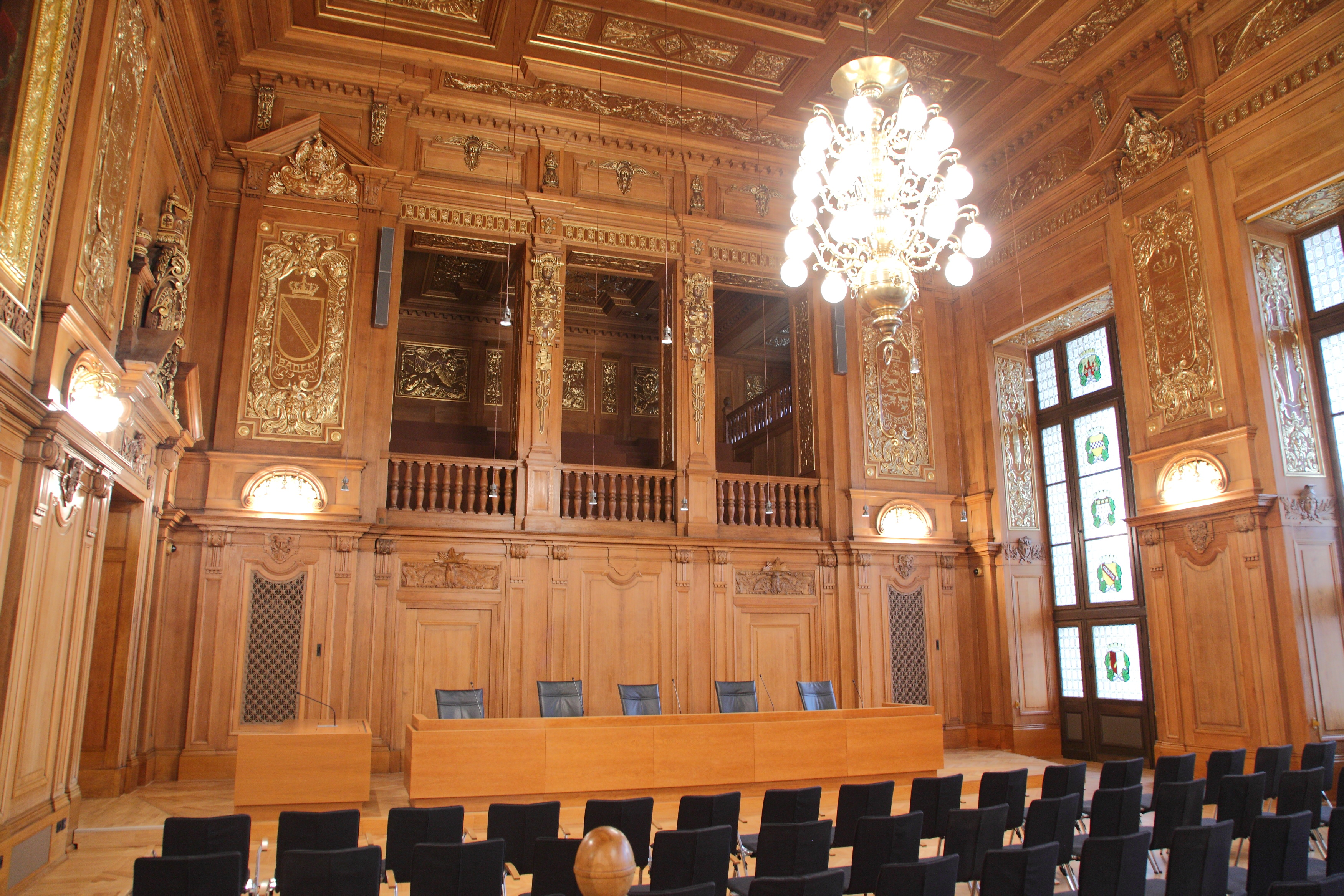
Sitzungssaal des Bundesverwaltungsgerichts

Das Bundesverwaltungsgericht (BVerwG) ist das oberste Gericht der Bundesrepublik Deutschland in öffentlich-rechtlichen Streitigkeiten nicht verfassungsrechtlicher Art (Verwaltungsgerichtsbarkeit) und neben dem Bundesarbeitsgericht, Bundesgerichtshof, Bundesfinanzhof und Bundessozialgericht einer der fünf obersten Gerichtshöfe des Bundes. Es hat seinen Sitz im Gebäude des ehemaligen Reichsgerichts in Leipzig.
Als Behörde ist das Bundesverwaltungsgericht wie der Bundesfinanzhof und der Bundesgerichtshof dem Portefeuille des Bundesministeriums der Justiz (BMJ) unterstellt und unterliegt dessen allgemeiner Dienstaufsicht. In seiner Tätigkeit als Gericht ist es jedoch unabhängig.

## Geschichte
Das Bundesverwaltungsgericht wurde aufgrund von Art. 95 Abs. 1 GG durch Gesetz vom 23. September 1952 (BGBl. I S. 625) errichtet. Der Sitz des Bundesverwaltungsgerichts war zunächst Berlin. Seit dem 8. Juni 1953 war das Bundesverwaltungsgericht in den früheren Räumen des Preußischen Oberverwaltungsgerichts untergebracht. Die Entscheidung für Berlin als Dienstsitz war unter den Besatzungsmächten umstritten; insbesondere die Sowjetunion stand dem ablehnend gegenüber. Dies hatte zur Folge, dass mit der Wiederbewaffnung der Bundesrepublik die Wehrdienstsenate des Bundesverwaltungsgerichts nach München umziehen mussten. Seit dem Umzug des Bundesverwaltungsgerichts von Berlin nach Leipzig in das Reichsgerichtsgebäude residieren auch sie in Leipzig.
Leipzig wurde durch Gesetz vom 21. November 1997 als neuer Sitz des Bundesverwaltungsgerichts bestimmt. § 2 der Verwaltungsgerichtsordnung wurde entsprechend geändert. Der offizielle Tag des Sitzwechsels des Bundesverwaltungsgerichts von Berlin nach Leipzig und der Wehrdienstsenate von München nach Leipzig wurde durch die Bundesministerin der Justiz durch Rechtsverordnung vom 24. Juni 2002 auf den 26. August 2002 festgelegt. Das jüngste Kapitel in der Geschichte des Bundesverwaltungsgerichts ist somit mit der Nutzung des einstigen Reichsgerichtsgebäudes in Leipzig verbunden – es begann offiziell mit der feierlichen Einweihung des Gebäudes als Bundesverwaltungsgericht am 12. September 2002.

## Gerichtsorganisation und Spruchkörper

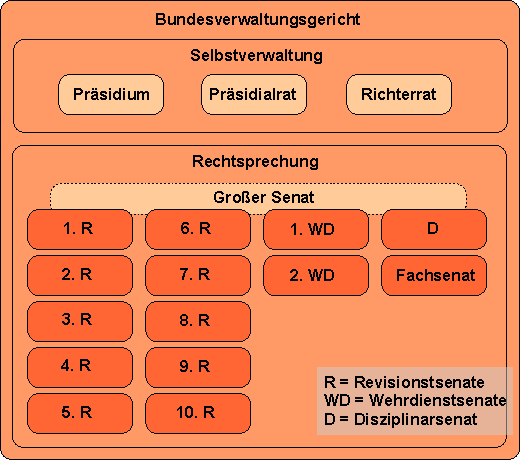
Gerichtsorganisation des Bundesverwaltungsgerichts (vor Abschaffung des Disziplinarsenats 2015)

Beim Bundesverwaltungsgericht sind derzeit 14 Senate eingerichtet: elf Revisionssenate, zwei Wehrdienstsenate und ein Fachsenat (zu letzterem: § 189 i. V. m. § 99 Abs. 2 VwGO). Früher existierten zudem drei Disziplinarsenate, die 1971, 2004 und 2015 aufgelöst wurden. Bei den Revisionssenaten sind fünf bis sieben Berufsrichter eingesetzt; Entscheidungen ergehen in der Besetzung von fünf Richtern, bei Beschlüssen außerhalb der mündlichen Verhandlung in der Besetzung von drei Richtern (§ 10 Abs. 3 VwGO). Bei den Wehrdienstsenaten sind drei Berufsrichter eingesetzt; sie entscheiden im Falle mündlicher Verhandlung unter Hinzuziehung zweier ehrenamtlicher Richter aus dem Kreis der Bundeswehr. Beim Fachsenat sind, parallel zu ihrer Zugehörigkeit zu einem der anderen Senate, vier Berufsrichter eingesetzt; er entscheidet in der Besetzung mit drei Richtern. Am Bundesverwaltungsgericht sind insgesamt 59 Berufsrichter planmäßig tätig.
Vor 1971 gab es nur zwei Richterinnen am Bundesverwaltungsgericht, Charlotte Schmitt (1953) und Pauline Hopf (1967). 2013 standen 25 Frauen 247 Männern gegenüber. Im Februar 2024 waren am Bundesverwaltungsgericht 23 Bundesrichterinnen und 36 Bundesrichter tätig.
Die Geschäftsverteilung und Besetzung der 14 Senate bestimmt sich nach dem gültigen Geschäftsverteilungsplan. Derzeit (Stand Februar 2024) bestehen im Groben folgende Zuständigkeiten:
I. Revisionssenate
- 1. Revisionssenat: Ausländer- und Asylrecht, Recht der Vertriebenen, Staatsangehörigkeitsrecht
- 2. Revisionssenat: Recht des öffentlichen Dienstes, einschließlich Verfahren nach dem Bundesdisziplinargesetz
- 3. Revisionssenat: Allgemeines Kriegsfolgengesetz, Gesundheitsverwaltungsrecht, Heimgesetz, Recht der Land- und Forstwirtschaft, Tierzucht- und Tierseuchenrecht, Jagd- und Fischereirecht, Tierschutz- und Pflanzenschutzrecht, Lebensmittelrecht, Recht der Verkehrswirtschaft und Verkehrsrecht
- 4. Revisionssenat: Bau-, Boden- und Raumordnungsrecht, Recht der Landbeschaffung für Aufgaben der Verteidigung, Kleingartenrecht, Ordnungsrecht, Denkmalschutzrecht
- 5. Revisionssenat: Recht der öffentlichen Fürsorge, Kriegsopferfürsorge, Mutterschutzrecht, Ausbildungsrecht, Jugendschutzrecht, Schwerbehindertenrecht einschließlich der Ersatzansprüche nach dem Allgemeinen Gleichbehandlungsgesetz und dem Soldaten-Gleichbehandlungsgesetz bei Diskriminierung wegen einer Behinderung, Entschädigungsansprüche aus verschiedenen Gesetzen, Unterhaltsvorschussgesetz, Conterganstiftungsrecht
- 6. Revisionssenat: Wehrpflicht- und Zivildienstrecht, Schul- und Hochschulrecht, Namensrecht, Medienrecht, Polizei- und Ordnungsrecht, Nachrichtendienstrecht, Wahlrecht, Waffenrecht, Staatskirchenrecht, Vereinsrecht, Datenschutzrecht
- 7. Revisionssenat: Immissionsschutzrecht, Recht des Baues von Wasserstraßen, Eisenbahn- und Eisenbahnkreuzungsgesetz, Streitigkeiten nach dem LNG-Beschleunigungsgesetz
- 8. Revisionssenat: Offene Vermögensfragen, Bereinigung von SED-Unrecht, Wirtschaftsverwaltungsrecht, Währungsrecht, Treuhandgesetz, Flurbereinigung und das Recht des ländlichen Grundstückverkehrs
- 9. Revisionssenat: Straßen- und Wegerecht, Erschließungsrecht, Streitigkeiten, welche die Fehmarnbelt-Querung zwischen Puttgarden und der deutsch-dänischen Grenze betreffen
- 10. Revisionssenat: Informationsfreiheitsrecht, Umweltinformationsgesetz, presse-, rundfunk-, archiv- und medienrechtliche Informations-, Einsichts- und Auskunftsrechte, Presserecht, Gentechnikrecht, Abfallrecht und des Bodenschutzrecht, Atomrecht, Wasser- und Deichrecht, Bergrecht, Recht der Wasser- und Bodenverbände, Naturschutzrecht und des Landschaftsschutzrecht, Umweltrecht
- 11. Revisionssenat: Sachen aus dem Gebiet des Rechts des Ausbaues von Energieleitungen

II. Fachsenat nach § 189 VwGO: In-Camera-Verfahren
III. Wehrdienstsenate
- 1. Wehrdienstsenat: Verfahren nach der Wehrbeschwerdeordnung
- 2. Wehrdienstsenat: Verfahren nach der Wehrdisziplinarordnung

IV. Großer Senat (§ 11 VwGO)
V. Güterichter im Sinne von § 173 Satz 1 VwGO in Verbindung mit § 278 Abs. 5 Satz 1 ZPO

## Verfahren
Das Bundesverwaltungsgericht wird hauptsächlich als Revisionsinstanz in verwaltungsrechtlichen Angelegenheiten gegen Entscheidungen der Oberverwaltungsgerichte (OVG), die in manchen Bundesländern „Verwaltungsgerichtshof“ heißen, tätig (§ 49 VwGO). Zu den Voraussetzungen – insbesondere die notwendige Zulassung der Revision durch das OVG oder das BVerwG – siehe §§ 132 ff. VwGO. In Ausnahmefällen wird auch eine Sprungrevision gegen das Urteil eines Verwaltungsgerichts direkt zum BVerwG zugelassen (§ 134 VwGO). Die erfolgreiche Revision setzt das Geltendmachen und Vorliegen eines (oder mehrerer) der in § 137 und § 138 VwGO genannten Revisionsgründe voraus.
Ausnahmsweise wird das Bundesverwaltungsgericht auch in der ersten, dann aber auch letzten Instanz tätig (§ 50 VwGO). Erste Instanz ist das Bundesverwaltungsgericht bei
- öffentlich-rechtlichen Streitigkeiten nichtverfassungsrechtlicher Art zwischen dem Bund und den Ländern, sowie zwischen verschiedenen Ländern;
- Klagen gegen die vom Bundesminister des Innern (Bundesministerium des Innern – BMI) über die nach § 3 Abs. 2 Nr. 2 VereinsG ausgesprochenen Vereinsverbote und nach § 8 Abs. 2, S. 1 VereinsG erlassenen Verfügungen;
- Streitigkeiten gegen Abschiebungsanordnungen nach § 58a Aufenthaltsgesetz und ihre Vollziehung;
- Klagen, denen Vorgänge im Geschäftsbereich des Bundesnachrichtendienstes (BND) zugrunde liegen;
- Klagen gegen Maßnahmen und Entscheidungen nach § 44a Abgeordnetengesetz, nach den Verhaltensregeln für Mitglieder des Deutschen Bundestages, nach § 6b BMinG und nach § 7 ParlStG in Verbindung mit § 6b BMinG;
- Streitigkeiten, die Planfeststellungsverfahren und Plangenehmigungsverfahren für bestimmte wichtige Verkehrsinfrastrukturvorhaben betreffen, die in dem Allgemeinen Eisenbahngesetz, dem Bundesfernstraßengesetz, dem Bundeswasserstraßengesetz oder dem Magnetschwebebahnplanungsgesetz (MBPlG) bezeichnet sind;
- öffentlich-rechtlichen Streitigkeiten nichtverfassungsrechtlicher Art nach dem Finanzmarktstabilisierungsfondsgesetz (§ 16 FMStFG).

Durch seine Wehrdienstsenate (1. und 2. Wehrdienstsenat) wird das Bundesverwaltungsgericht zudem als Berufungsgericht gegen Entscheidungen der Truppendienstgerichte tätig.
Vor dem Bundesverwaltungsgericht herrscht Vertretungszwang (§ 67 VwGO), meist auch verkürzt als Anwaltszwang bezeichnet, was bedeutet, dass sich die Beteiligten durch einen Rechtsanwalt oder einen Rechtslehrer an einer deutschen Hochschule (mit Befähigung zum Richteramt) vertreten lassen müssen.

## Präsidenten und Vizepräsidenten
| Nr. | Name                          | Beginn der Amtszeit    | Ende der Amtszeit      |
| --- | ----------------------------- | ---------------------- | ---------------------- |
| 1   | Ludwig Frege (1884–1964)      | 28. März 1953          | 31. Dezember 1954      |
| 2   | Hans Egidi (1890–1970)        | 29. April 1955         | 30. Juni 1958          |
| 3   | Fritz Werner (1906–1969)      | 18. Juli 1958          | 26. Dezember 1969      |
| 4   | Wolfgang Zeidler (1924–1987)  | 15. Juni 1970          | 7. November 1975       |
| 5   | Walther Fürst (1912–2009)     | 19. August 1976        | 29. Februar 1980       |
| 6   | Horst Sendler (1925–2006)     | 1. März 1980           | 30. Juni 1991          |
| 7   | Everhardt Franßen (* 1937)    | 1. Juli 1991           | 30. September 2002     |
| 8   | Eckart Hien (* 1942)          | 1. Oktober 2002        | 31. Mai 2007           |
| 9   | Marion Eckertz-Höfer (* 1948) | 1. Juni 2007           | 31. Januar 2014        |
| 10  | Klaus Rennert (* 1955)        | 1. Juli 2014           | 30. Juni 2021          |
| 11  | Andreas Korbmacher (* 1960)   | seit 8. September 2022 | seit 8. September 2022 |

| Nr. | Name                             | Beginn der Amtszeit  | Ende der Amtszeit    |
| --- | -------------------------------- | -------------------- | -------------------- |
| 1   | Helmut R. Külz (1903–1985)       | 23. Dezember 1970    | 31. Juli 1971        |
| 2   | Walther Fürst (1912–2009)        | 16. November 1971    | 18. August 1976      |
| 3   | Horst Sendler (1925–2006)        | 19. August 1976      | 29. Februar 1980     |
| 4   | Johannes Oppenheimer (1918–2007) | 1. März 1980         | 31. Juli 1986        |
| 5   | Günter Zehner (1923–2002)        | 1. August 1986       | 31. August 1990      |
| 6   | Otto Schlichter (1930–2011)      | 1. September 1990    | 30. September 1993   |
| 7   | Ingeborg Franke (1935–2023)      | 1. Oktober 1993      | 31. Mai 2000         |
| 8   | Eckart Hien (* 1942)             | 22. Juni 2000        | 30. September 2002   |
| 9   | Marion Eckertz-Höfer (* 1948)    | 1. Oktober 2002      | 31. Mai 2007         |
| 10  | Michael Hund (* 1946)            | 1. Juni 2007         | 31. Oktober 2011     |
| 11  | Klaus Rennert (* 1955)           | 21. November 2012    | 30. Juni 2014        |
| 12  | Josef Christ (* 1956)            | 1. Juli 2014         | 30. November 2017    |
| 13  | Andreas Korbmacher (* 1960)      | 22. Mai 2019         | 7. September 2022    |
| 14  | Susanne Rublack (* 1962)         | seit 31. Januar 2023 | seit 31. Januar 2023 |

## Amtstracht

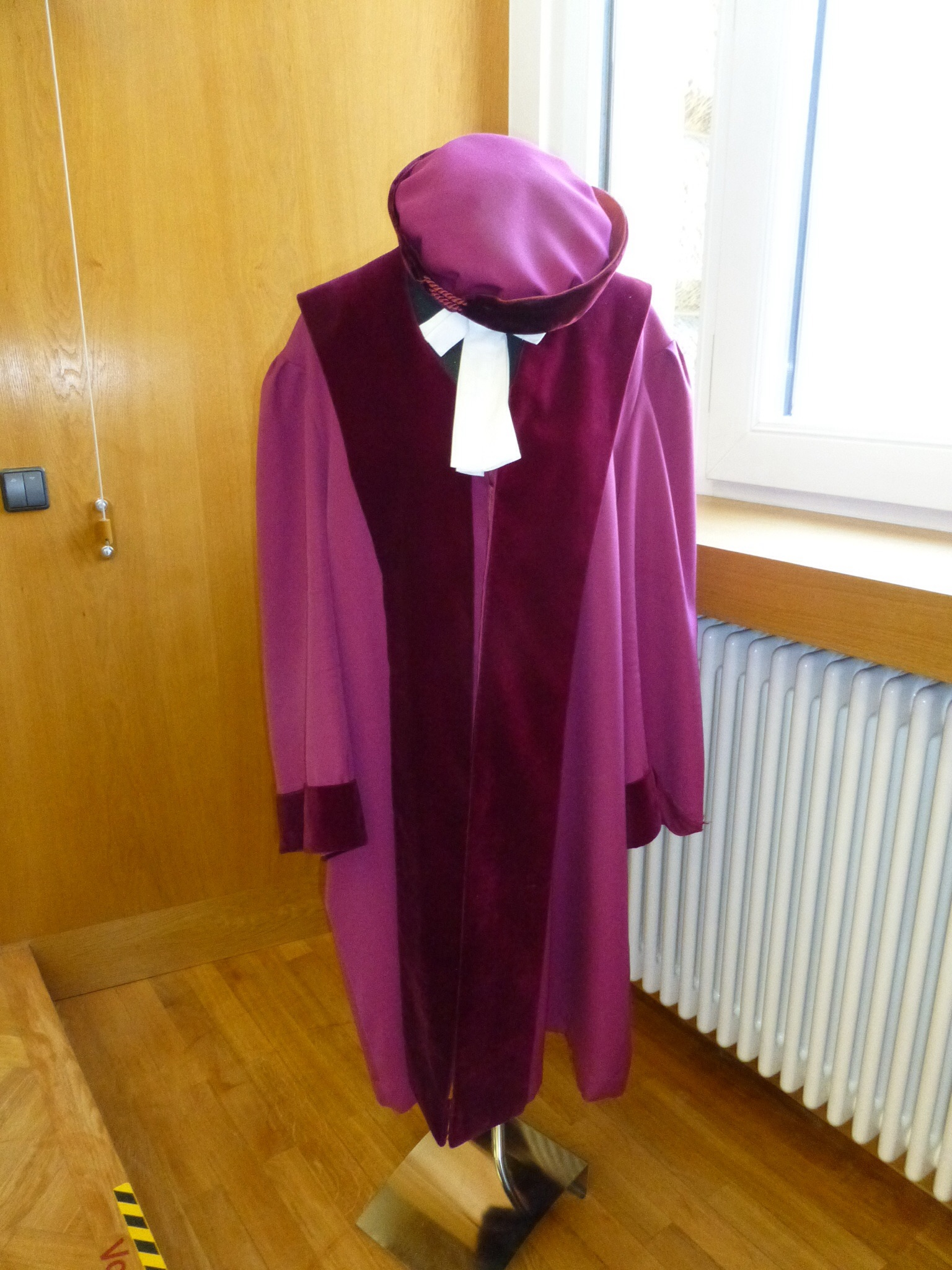
Amtstracht

Die Amtstracht für die Richter, den Vertreter des Bundesinteresses und die Urkundsbeamten am Bundesverwaltungsgericht wurde mit der Anordnung des Bundespräsidenten über die Amtstracht bei dem Bundesverwaltungsgericht festgelegt.
Die Amtstracht besteht aus einer Amtsrobe und einem Barett. Zur karmesinroten Robe wird eine breite weiße Halsbinde mit herabhängenden Enden getragen. Die Urkundsbeamten tragen eine einfache weiße Halsbinde. Der Besatz an der Amtsrobe und am Barett ist abhängig von der Funktion. Bei den Richtern ist der Besatz aus Samt, beim Vertreter des Bundesinteresses und den für ihn auftretenden Beamten ist der Besatz aus Seide und das Urkundspersonal trägt Roben mit Besatz aus Wollstoff. Am Barett trägt der Präsident des Bundesverwaltungsgerichts drei Schnüre in Gold, der Vorsitzende Richter am Bundesverwaltungsgericht zwei Schnüre in Gold und der Richter am Bundesverwaltungsgericht zwei karmesinrote Schnüre in Seide. Der Vertreter des Bundesinteresses beim Bundesverwaltungsgericht trägt am Barett drei Schnüre in Gold, die für ihn auftretenden Beamten eine karmesinrote Schnur in Seide.

## Bibliothek
Das Bundesverwaltungsgericht verfügt über eine juristische, verwaltungsrechtliche Spezialbibliothek mit etwa 230.000 Bänden und etwa 390 laufenden Fachzeitschriften. Als Gerichtsbibliothek steht diese in erster Linie den Richtern und Mitarbeitern des Gerichts zur Verfügung. Darüber hinaus können auch ausgewählte Externe die Bibliothek im Rahmen der Benutzungsordnung die Bibliothek nutzen, wobei die Zahl der externen Benutzer stark begrenzt ist.